# Coniogramme
Coniogramme – rodzaj paproci z rodziny orliczkowatych. Należy do niego 26 gatunków. Rośliny te występują w strefie międzyzwrotnikowej Starego Świata na wschodzie po Hawaje, na północy sięgając Japonii i Rosyjskiego Dalekiego Wschodu.

## Systematyka
Rodzaj z podrodziny Cryptogrammoideae w obrębie rodziny orliczkowatych Pteridaceae.
Wykaz gatunków
- Coniogramme affinis Hieron.
- Coniogramme africana Hieron.
- Coniogramme bashanensis X.S.Guo & Bin Li
- Coniogramme denticulatoserrata  (Hieron.) R.D.Dixit & A.Das
- Coniogramme emeiensis Ching & K.H.Shing
- Coniogramme falcipinna Ching & K.H.Shing
- Coniogramme fauriei Hieron.
- Coniogramme fraxinea (D.Don) Diels
- Coniogramme gracilis M.Ogata
- Coniogramme intermedia Hieron.
- Coniogramme japonica (Thunb.) Diels
- Coniogramme jinggangshanensis Ching & K.H.Shing
- Coniogramme lanceolata Ching
- Coniogramme macrophylla (Blume) Hieron.
- Coniogramme ovata S.K.Wu
- Coniogramme petelotii Tardieu
- Coniogramme pilosa Hieron.
- Coniogramme procera Fée
- Coniogramme pubescens Hieron.
- Coniogramme robusta Christ
- Coniogramme rosthornii Hieron.
- Coniogramme rubicaulis Ching
- Coniogramme serrulata (Blume) Fée
- Coniogramme suprapilosa Ching
- Coniogramme venusta Ching
- Coniogramme wilsonii Hieron.